# 戦車第9連隊
戦車第9連隊（せんしゃだいきゅうれんたい）は、大日本帝国陸軍の戦車連隊。

## 概要
1939年（昭和14年）8月1日、戦車第3連隊と戦車第5連隊より抽出した戦車･将兵で、満州の鉄嶺で編成。編成当初は、2個中隊編成。
同時に、陸軍公主嶺学校教導戦車隊も戦車第4連隊の担当で編成された。
ノモンハン事件に第1戦車団が出動時には、既に、戦車第3連隊･戦車第4連隊から戦車第9連隊･公主嶺教導戦車隊への将兵の転属人事は発令されていたが、ソ連軍兵力を楽観視して短期出動であろうとの予想で、転属予定将兵も出動させた。結果は多くの人員･機材を失い、第1戦車団は戦線離脱を命ぜられるが、これは、損害が多い等の戦術的結果の撤退ではなく、戦車第9連隊･公主嶺教導戦車隊の新編成の期日があり、人員･機材を供出しなければならないので予定通りに帰還したというのが理由である。
但し出動の結果はと言うと、戦車第3連隊･戦車第4連隊の再建も必要であり、戦車第9連隊･公主嶺教導戦車隊の充足計画にも大きな影響が出たのは事実であった。
1944年のサイパン島をめぐる攻防の中、日米のマリアナ諸島に援軍として全部隊が派遣された。
連隊生き残りの下田四郎によれば、連隊長の五島正大佐は残る戦車隊のみの独立した挺進攻撃を進言したが、第四十七師団参謀長鈴木卓爾大佐の『戦車隊は歩兵に随伴して同時攻撃すべし』との命により単独の独立した挺進攻撃は叶わなかった。空爆と艦砲射撃に進軍を阻まれた歩兵は戦車隊の待つ南興神社への到着が大幅に遅れ、日本軍の総攻撃は予定時刻16日の朝を大幅に過ぎた17日午前2時30分に開始されることとなった。地形上、二列縦隊の形を取らざるを得ず、残存する戦車二個中隊24両に五島大佐率いる連隊本部戦車5両計29両は歩兵と戦車の戦闘群を作り、戦車に数名の歩兵を乗車させ4若しくは5両の組を作って約2キロ先のオレアイの米軍の無線局に向かって勇猛果敢に突進した。米軍の小銃、機銃、バズーカ砲の猛火を受け、M4シャーマン戦車との戦車対戦車の死闘を繰り広げ、待ち構える75ミリ対戦車速射砲を浴びつつ、無線局までいま一歩のところまで肉薄した戦車群だったが最後は仁科軍曹の乗る1両を残すのみとなった。仁科軍曹より友軍の全滅、連隊長の戦死を告げられ、かくて輝ける戦車第九連隊は壊滅したのである。詳細はサイパン島の戦いを参照。
靖国神社遊就館と静岡若獅子神社に展示されている2台の九七式中戦車（チハ車）は、戦車第九連隊の下田四郎と関係者の努力で帰還した連隊戦車の生き残りであり、この2台のみが日本国内で現存する九七式中戦車となっている。

## 人事
連隊長
1. 重見伊三雄 大佐
2. 五島正 大佐